# Firewatch
Firewatch é um jogo eletrônico de aventura desenvolvido pela Campo Santo e publicado pela desenvolvedora em parceria com a Panic. O jogo foi lançado em fevereiro de 2016 para Microsoft Windows, OS X, Linux e PlayStation 4, para Xbox One em setembro de 2016 e para Nintendo Switch em dezembro de 2018.
A história acompanha um vigia florestal chamado Henry na Floresta Nacional de Shoshone, um ano após os incêndios de 1988 em Yellowstone. Um mês após seu primeiro dia de trabalho, coisas estranhas começam a acontecer com ele e sua supervisora Delilah, o que se conecta a um mistério conspirado que aconteceu anos atrás. Henry interage com Delilah usando um walkie-talkie, com o jogador escolhendo entre as opções de diálogo para se comunicar. Suas conversas com Delilah informam o processo pelo qual o relacionamento deles é desenvolvido. O jogo foi dirigido por Olly Moss e Sean Vanaman, escrito por Chris Remo, Jake Rodkin, Moss e Vanaman, e produzido por Gabe McGill e pela artista Jane Ng. O ambiente do jogo foi modelado por Ng, baseado em uma única ilustração de Moss. O design é inspirado nas propagandas do New Deal do National Park Service e nas pesquisas de campo realizadas no Parque Nacional de Yosemite.
O jogo recebeu críticas positivas em geral, recebendo elogios por sua história, personagens, diálogo e estilo visual. No entanto, a presença de problemas técnicos e o final do jogo foram objetos de críticas negativas. Firewatch ganhou o prêmio de Melhor Experiência Visual 3D no Unity Awards 2016, Melhor Jogo Indie no Golden Joystick Awards de 2016, Melhor Narrativa no Game Developers Choice Awards de 2017 e Jogo de Estreia no British Academy Games Awards de 2017. No final de 2016, o jogo havia vendido mais de um milhão de cópias.

## Jogabilidade

Henry interage com Delilah usando seu walkie-talkie.

Firewatch é um jogo eletrônico de aventura jogado a partir de uma perspectiva em primeira pessoa, e a trama ocorre no estado americano de Wyoming em 1989. O jogador controla Henry, um vigia florestal designado para sua própria torre na Floresta Nacional de Shoshone. Através da exploração da área circundante, Henry descobre pistas sobre ocorrências misteriosas nas proximidades, que estão relacionadas ao saque de sua torre enquanto estava em uma patrulha de rotina e a uma figura sombria que ocasionalmente aparece observando-o de longe. O único meio de comunicação de Henry é um walkie-talkie que o conecta à sua supervisora, Delilah. O jogador pode escolher entre várias opções de diálogo para falar com ela sobre a descoberta de novos objetos ou ambientes interativos, ou pode se abster de comunicar-se. As escolhas do jogador influenciarão o tom do relacionamento de Henry com Delilah. À medida que a história avança, novas áreas serão abertas ao jogador. O jogo também apresenta um ciclo dia-noite. Objetos encontrados na natureza podem ser mantidos no inventário para uso posterior.

## Enredo
Depois que sua esposa desenvolve uma demência precoce, Henry (Rich Sommer) aceita um emprego como vigia florestal na Floresta Nacional de Shoshone, Wyoming. No primeiro dia, Delilah (Cissy Jones), vigia de outra torre, entra em contato com ele por meio de um walkie-talkie e pede que ele investigue indivíduos utilizando fogos de artifício ilegais à beira do lago. Henry encontra duas adolescentes, que o acusam de estar espiando-as. No caminho de volta para a torre, ele encontra uma caverna trancada e vê uma figura sombria observando-o antes de desaparecer. Ele retorna à sua torre e a encontra saqueada. No dia seguinte, Delilah pede a Henry que investigue uma linha de comunicação derrubada. Ele a encontra cortada, com uma nota aparentemente assinada pelas adolescentes. Ele e Delilah planejam assustar as garotas, mas quando ele encontra o acampamento das garotas saqueado e abandonado, eles começam a se preocupar.
Henry encontra uma mochila velha e uma câmera descartável pertencentes a um garoto chamado Brian Goodwin, que Delilah explica que era filho de Ned, um antigo vigia. Ned era um homem que vivia ao ar livre e que bebia muito devido a suas experiências traumáticas na Guerra do Vietnã, enquanto seu filho, Brian, gostava de histórias de fantasia e jogos de RPG. Embora fosse contra as regras que os funcionários trouxessem seus filhos para as torres, Delilah gostava de Brian e mentia sobre sua presença. Ele e Ned aparentemente foram embora abruptamente e nunca mais voltaram. As adolescentes são dadas como desaparecidas. Temendo uma investigação, Delilah falsifica os relatórios para dizer que nem ela nem Henry encontraram as meninas.
Dois meses depois do início do trabalho de Henry, um pequeno incêndio florestal irrompe ao sul de sua torre. Duas semanas depois, Henry encontra um rádio e uma prancheta enquanto pesca, com notas incluindo transcrições de suas conversas com Delilah. Ele é golpeado por alguém não visto, fica inconsciente e, ao acordar, descobre que a prancheta e o rádio sumiram. Em um campo mencionado no cabeçalho da prancheta, ele encontra uma área de pesquisa do governo cercada. Ele a invade e encontra equipamentos de vigilância e relatórios datilografados detalhando as conversas dele e Delilah e suas vidas privadas. Ele também encontra um dispositivo de rastreamento, que ele leva com ele. Henry e Delilah consideram destruir o acampamento do governo, mas decidem que não. Entretanto, enquanto Henry caminha de volta à torre, alguém ateia fogo no acampamento.
No dia seguinte, Henry usa o dispositivo de rastreamento e encontra uma mochila com uma chave da caverna trancada. Delilah relata uma figura na torre de Henry; quando Henry chega, ele encontra um Walkman preso à porta com uma gravação incriminadora da discussão de Henry e Delilah sobre destruir o acampamento do governo. No dia seguinte, alguém se passando por Henry chama outro vigia e afirma que Delilah sabe a causa do incêndio na estação, deixando ela e Henry mais nervosos.
Henry usa a chave encontrada para entrar na caverna, mas, de repente, a entrada da caverna é trancada por uma figura não vista. No fundo da caverna, ele encontra o corpo de Brian antes de escapar desta. Delilah fica transtornada com as notícias. No dia seguinte, é dada uma ordem de evacuação para todos os vigias, pois o incêndio que Henry havia identificado e nomeado anteriormente ficou fora de controle.
Enquanto Henry se prepara para partir, o dispositivo de rastreamento começa a apitar. Ele segue o sinal e encontra uma fita de Ned. Na gravação, Ned afirma que a morte de Brian foi acidental e que o garoto caiu devido à sua inexperiência em escaladas. Não querendo voltar à sociedade após a morte de Brian, Ned viveu secretamente na área desde então. Escolhendo se aventurar mais fundo na natureza, Ned adverte Henry a não o procurar. Henry encontra o abrigo improvisado de Ned, junto com itens roubados do acampamento do governo, das torres de vigia e das adolescentes, que Delilah confirma que estão seguras. O acampamento do governo estava simplesmente estudando a vida selvagem; Ned usava seu equipamento de rádio para garantir que ninguém o estivesse procurando e criar transcrições para espantar Henry. Apesar da confissão de Ned, Delilah o culpa pela morte de Brian e parte no helicóptero. Henry vai até a torre dela, e ele e Delilah se despedem via rádio antes de Henry evacuar.

## Desenvolvimento e lançamento

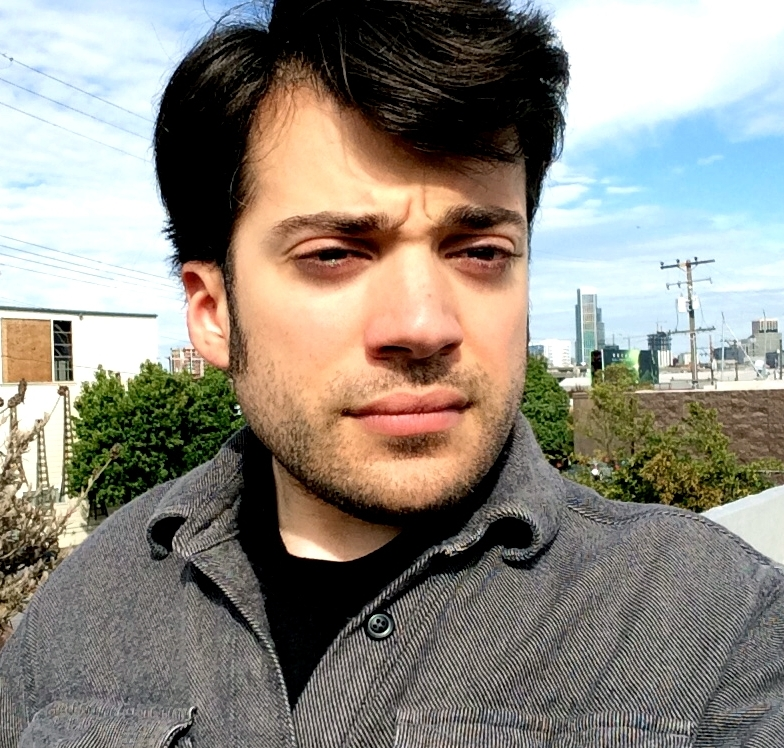
Chris Remo projetou, escreveu e compôs para o jogo.

Firewatch é o primeiro jogo eletrônico da Campo Santo e foi criado por Jake Rodkin e Sean Vanaman, que foram os líderes criativos em The Walking Dead; Nels Anderson, o designer principal de Mark of the Ninja; e o artista Olly Moss. Chris Remo esteve envolvido em muitos aspectos do design e também compôs a trilha sonora. O desenvolvimento de Firewatch começou com uma única ilustração de Moss. Jane Ng, artista de ambientes principal na Campo Santo, foi encarregada de traduzir o trabalho de Moss em ambientes 3D, mantendo sua visão artística estilizada. Moss, que antes era conhecido principalmente por seu trabalho em design gráfico, juntou-se a Vanaman e Rodkin para fundar a Campo Santo depois de passar muitos anos trabalhando na periferia do desenvolvimento de jogos. Ao criar a ilustração, Moss emulou os pôsteres do National Park Service da época do New Deal, tanto na paleta de cores quanto na iconografia. A equipe de desenvolvimento acampou no Parque Nacional de Yosemite em busca de inspiração para o jogo, onde eles visitaram uma torre de vigia construída com o mesmo design de sua equivalente no jogo eletrônico. Mais inspiração para o jogo veio das experiências de Vanaman e Anderson crescendo na zona rural de Wyoming.
Firewatch utiliza o motor de jogo Unity. Ng desaprovou as ferramentas para criar árvores e, portanto, modelou manualmente os 23 tipos de árvores que seriam colocadas no jogo 4.600 vezes. Um shader personalizado também foi empregado para produzir uma folhagem mais estilizada e simplificada. As torres de vigia florestal do jogo foram construídas de acordo com especificações do governo, utilizando o tamanho padrão das tábuas de madeira, após a primeira tentativa de Ng ter sido insatisfatória.
A interação via walkie-talkie de Firewatch é inspirada no relacionamento de BioShock entre o personagem do jogador e Atlas, bem como no sistema de diálogo de The Walking Dead. Em um ponto do desenvolvimento, pretendia-se que o protagonista pudesse se comunicar com vários personagens, como caminhantes, mas a ideia foi descartada devido às suas despesas e aos requisitos de cronograma com os quais a equipe estava trabalhando. A equipe esperava evitar sincronia labial e minimizar a quantidade de animação necessária devido ao tamanho e recursos limitados da equipe. Os desenvolvedores escalaram Cissy Jones, que apareceu em The Walking Dead, como a voz de Delilah em 2014. Demorou mais tempo para encontrar um dublador para Henry que os desenvolvedores sentissem que combinasse com Jones; por fim, eles escalaram Rich Sommer. Jones e Sommer gravaram suas falas em estúdios separados, mas durante teleconferências, para alcançar um relacionamento mais natural. Os atores decidiram não se encontrar durante a produção para manter a distância entre seus personagens.
O capítulo de abertura do jogo apresenta a música "Push Play", do álbum de synthwave de 2014 de Joy Chun e Nate Bosley, Let's Get Electric, que descreve um ato fictício de synthpop dos anos 80 conhecido como Cheap Talk. "Tell It to My Heart", de Taylor Dayne, foi usada provisoriamente na cena, mas Vanaman admitiu que a música era intensa demais e custaria muito para licenciar. Ao perceber que também seria muito caro encomendar uma música, Remo procurou uma música no estilo dos anos 80 por um artista independente e não contratado, levando ao uso de "Push Play". A trilha sonora apresenta uma combinação de guitarra elétrica e acústica, baixo e piano elétrico, com samples de piano Rhodes como um substituto do piano real. Todos os instrumentos foram tocados pelo próprio Remo.
O jogo foi anunciado em março de 2014, com uma data de lançamento prevista para 2015. Na GDC, a Campo Santo coordenou um playtest público, e Ng apresentou um painel sobre o design e a estética do jogo, intitulado "The Art of Firewatch". Em junho de 2015, a equipe visitou a E3. Lá, eles confirmaram que trariam o jogo para PlayStation 4, mas que essa seria a única versão para console. No entanto, uma versão para Xbox One foi lançada posteriormente na América do Norte em 21 de setembro de 2016, apresentando um audioguia e um modo livre. Devido a problemas de classificação, a versão foi adiada na Europa até 30 de setembro e na Austrália e Nova Zelândia até 14 de outubro.
Usuários dos headsets de realidade virtual HTC Vive e Oculus Rift podem visitar a torre de vigia de Henry usando a aplicação Destinations, da Steam. Para esse fim, o cenário foi reconstruído no motor de jogo Source. Firewatch tornou-se compatível com PlayStation 4 Pro em seu lançamento em 10 de novembro, com desempenho aprimorado por meio de resolução 4K e high-dynamic-range. O modo livre foi disponibilizado para PlayStation 4 Pro e Steam logo depois. Em parceria com a Limited Run Games, a Campo Santo distribuiu menos de dez mil cópias físicas do jogo para PlayStation 4. 4.800 cópias foram disponibilizadas para pedido no website da Limited Run Games em 16 de dezembro de 2016, enquanto 2.500 foram vendidas na loja online da Campo Santo a partir de 16 de janeiro de 2017. Em abril de 2018, a Campo Santo anunciou que o jogo seria lançado para Nintendo Switch no final daquele ano. Mais tarde, foi esclarecido que o port de Nintendo Switch era uma versão altamente otimizada do jogo, e a atualização também estaria disponível para outras plataformas. Além disso, a versão para Nintendo Switch apresenta alguns elementos exclusivos. Mais tarde, a Campo Santo confirmou, via Twitter, que a data de lançamento mundial do port de Nintendo Switch seria 17 de dezembro de 2018.

## Recepção
Firewatch recebeu críticas "favoráveis em geral", de acordo com o agregador de críticas Metacritic. O jogo vendeu mais de quinhentas mil cópias no prazo de um mês após seu lançamento e mais de um milhão de cópias até o final de seu primeiro ano. Em 2018, Firewatch havia vendido mais de 2,5 milhões de cópias em todas as plataformas.
Steven Hansen, no Destructoid, saudou a jogabilidade da árvore de diálogo baseada em escolhas, elogiando o próprio diálogo, bem como as performances de voz. A realização mais impressionante do jogo, como afirma Hansen, é a "coesão temática", a qual ele disse que gira em torno de isolamento autoimposto. A sonoplastia foi elogiada por evocar um sentimento hitchcockiano de medo. Analisando Firewatch, Jeff Cork, da Game Informer, escreveu: "Fui imediatamente atraído pelo mundo do jogo, em parte por causa do poder de sua simples introdução de texto e também por causa da novidade de participar de algo tão mundano". Cork observou que seu diálogo interativo, embora simples, "dá vida ao jogo" e chamou as conversas de "naturais" e "envolventes". Ele gostou de explorar o ambiente de floresta, mas achou o final não satisfatório.
Scott Butterworth, do GameSpot, achou as ferramentas de navegação analógicas – uma bússola de mão e um mapa de papel – "imersivas", mas "ocasionalmente frustrantes". Ele considerou que a beleza visual do cenário permite uma forma mais gratificante de exploração e observou que a sonoplastia complementa a profundidade de sua atmosfera. Julgando o desenvolvimento dos personagens através do diálogo de "ousado" e "admirável", ele opinou que isso serviu como "um exame paciente e reflexivo de como duas pessoas crescem a confiar e cuidar umas das outras". Ainda de acordo com Butterworth, a dublagem é brilhante e mergulhada em nuances emocionais, já que ele desenvolveu um grande apego aos personagens. Justin Towell, do GamesRadar, descreveu Firewatch como "uma das mais fascinantes fatias de entretenimento que já experimentei". Ele elogiou a dublagem por definir com sucesso os traços de personalidade de cada personagem. Towell acrescentou que a música, juntamente com a sonoplastia, funciona bem a serviço da atmosfera. No entanto, ele depreciou alguns perceptíveis problemas de continuidade que o deixaram desiludido.
Ryan McCaffrey, na IGN, aclamou o senso de realismo suscitado pelo cenário, apesar do design e arte-final de nível estilizado. Ele também aprovou o roteiro, dizendo que a dublagem o aprimorou ainda mais; sobre este, McCaffrey disse: "É tenso, assustador e engraçado – às vezes, tudo a poucos minutos um do outro. Não há muitos jogos que podem reivindicar isso com sucesso". Ele considerou o final polarizador por causa da escalada promissora da história. Colin Campbell, do Polygon, apreciou o uso de humor e empatia no desenvolvimento dos personagens, achou o mistério do jogo positivo e a história, "elegante" e "satisfatória". Ele criticou negativamente a conclusão, considerando-a malsucedida.

### Prêmios
| Ano  | Prêmio                                         | Categoria                                                    | Resultado | Ref           |
| ---- | ---------------------------------------------- | ------------------------------------------------------------ | --------- | ------------- |
| 2016 | Unity Awards 2016                              | Melhor Jogo de Desktop/Console                               | Indicado  | [ 47 ]        |
| 2016 | Unity Awards 2016                              | Melhor Experiência Visual 3D                                 | Venceu    | [ 47 ]        |
| 2016 | Golden Joystick Awards 2016                    | Melhor Jogo Original                                         | Indicado  | [ 48 ] [ 49 ] |
| 2016 | Golden Joystick Awards 2016                    | Melhor Narrativa                                             | Indicado  | [ 48 ] [ 49 ] |
| 2016 | Golden Joystick Awards 2016                    | Melhor Design Visual                                         | Indicado  | [ 48 ] [ 49 ] |
| 2016 | Golden Joystick Awards 2016                    | Melhor Jogo Indie                                            | Venceu    | [ 48 ] [ 49 ] |
| 2016 | Golden Joystick Awards 2016                    | Jogo de PlayStation do Ano                                   | Indicado  | [ 48 ] [ 49 ] |
| 2016 | The Game Awards 2016                           | Melhor Narrativa                                             | Indicado  | [ 50 ]        |
| 2016 | The Game Awards 2016                           | Melhor Direção de Arte                                       | Indicado  | [ 50 ]        |
| 2016 | The Game Awards 2016                           | Melhor Performance (Cissy Jones como Delilah)                | Indicado  | [ 50 ]        |
| 2016 | The Game Awards 2016                           | Melhor Performance (Rich Sommer como Henry)                  | Indicado  | [ 50 ]        |
| 2016 | The Game Awards 2016                           | Melhor Jogo Independente                                     | Indicado  | [ 50 ]        |
| 2016 | PC Gamer's Best of 2016                        | Melhor Roteiro                                               | Venceu    | [ 51 ]        |
| 2016 | Giant Bomb's 2016 Game of the Year Awards      | Melhor Música                                                | Indicado  | [ 52 ]        |
| 2016 | Giant Bomb's 2016 Game of the Year Awards      | Melhor História                                              | Indicado  | [ 53 ]        |
| 2017 | Polygon's Best of 2016                         | Jogo do Ano                                                  | Venceu    | [ 54 ]        |
| 2017 | PlayStation Blog's Best of 2016                | Melhor Jogo Independente                                     | Venceu    | [ 55 ]        |
| 2017 | D.I.C.E. Awards                                | Melhor Realização em Direção de Arte                         | Indicado  | [ 56 ]        |
| 2017 | D.I.C.E. Awards                                | Melhor Realização em Personagem (Delilah)                    | Indicado  | [ 56 ]        |
| 2017 | D.I.C.E. Awards                                | Melhor Realização em Personagem (Henry)                      | Indicado  | [ 56 ]        |
| 2017 | D.I.C.E. Awards                                | Melhor Realização em História                                | Indicado  | [ 56 ]        |
| 2017 | D.I.C.E. Awards                                | Jogo de Aventura do Ano                                      | Indicado  | [ 56 ]        |
| 2017 | D.I.C.E. Awards                                | D.I.C.E. Sprite Award                                        | Indicado  | [ 56 ]        |
| 2017 | Game Developers Choice Awards                  | Prêmio de Inovação                                           | Indicado  | [ 57 ] [ 58 ] |
| 2017 | Game Developers Choice Awards                  | Melhor Estreia                                               | Venceu    | [ 57 ] [ 58 ] |
| 2017 | Game Developers Choice Awards                  | Melhor Narrativa                                             | Venceu    | [ 57 ] [ 58 ] |
| 2017 | Game Developers Choice Awards                  | Melhor Arte Visual                                           | Indicado  | [ 57 ] [ 58 ] |
| 2017 | Game Developers Choice Awards                  | Jogo do Ano                                                  | Indicado  | [ 57 ] [ 58 ] |
| 2017 | National Academy of Video Game Trade Reviewers | Performance Principal em um Drama (Cissy Jones como Delilah) | Indicado  | [ 59 ]        |
| 2017 | National Academy of Video Game Trade Reviewers | Performance Principal em um Drama (Rich Sommer como Henry)   | Venceu    | [ 59 ]        |
| 2017 | National Academy of Video Game Trade Reviewers | Roteiro em um Drama                                          | Venceu    | [ 59 ]        |
| 2017 | National Academy of Video Game Trade Reviewers | Melhor Jogo, Original de Aventura                            | Venceu    | [ 59 ]        |
| 2017 | British Academy Games Awards                   | Melhor Jogo                                                  | Indicado  | [ 60 ]        |
| 2017 | British Academy Games Awards                   | Jogo de Estreia                                              | Indicado  | [ 60 ]        |
| 2017 | British Academy Games Awards                   | Inovação em Jogos                                            | Indicado  | [ 60 ]        |
| 2017 | British Academy Games Awards                   | Narrativa                                                    | Indicado  | [ 60 ]        |
| 2017 | British Academy Games Awards                   | Propriedade Original                                         | Indicado  | [ 60 ]        |
| 2017 | British Academy Games Awards                   | Intérprete (Cissy Jones como Delilah)                        | Venceu    | [ 60 ]        |
| 2017 | The Edge Awards 2016                           | Melhor Narrativa                                             | Venceu    | [ 61 ]        |

## Adaptação cinematográfica
Em 17 de agosto de 2020, foi anunciado que a Campo Santo estava fazendo parceria com a produtora Snoot Entertainment (Keith Calder e Jess Wu) para adaptar o jogo a um filme.